# Sebastian Augustinussen
Sebastian Augustinussen (* 6. Mai 1996 in Aarhus) ist ein dänischer Handballspieler.

## Karriere
Seine Karriere begann er für den dänischen Erstligisten KIF Kolding und wechselte 2018 zum Ligakonkurrenten Skjern Håndbold und 2019 zum französischen Erstligisten HBC Nantes. 2021 wechselte er dann zum deutschen Erstligisten TVB Stuttgart. Dort erhielt er einen Zweijahresvertrag. Im Sommer 2022 verließ er vorzeitig den Verein und schloss sich dem dänischen Erstligisten SønderjyskE Håndbold an.
In seiner Zeit bei KIF Kolding, Skjern und Nantes konnte er Erfahrungen in der EHF Champions League sowie bei KIF Kolding und Nantes auch in der EHF-European League sammeln.
Mit Dänemark belegte er bei der U18-EM 2014 den 4. Platz, bei der U20-EM 2016 den 6. Platz und bei der U21-WM 2017 den 2. Platz.